# Mardi gras (film, 1932)
Pour les articles homonymes, voir Mardi gras (homonymie).
Pour plus de détails, voir Fiche technique et Distribution.
Mardi gras est un film français réalisé par Pierre Weill, sorti en 1932.

## Fiche technique
- Titre : Mardi gras
- Réalisation : Pierre Weill
- Scénario : Pierre Weill
- Photographie : Georges Lucas
- Musique : Gabriel Lapeyronnie
- Production : Ayres d'Aguiar
- Pays d'origine :  France
- Format :  Noir et blanc - 35 mm - Son mono
- Genre : Comédie
- Durée : 70 minutes
- Date de sortie : France - 16 décembre 1932

## Distribution
- Édouard Delmont
- Delphine Abdala
- Anna Lefeuvrier
- Paul Fournier
- Ferjos